# Sterreria rubra
Espèce
Synonymes
- Nemertoderma rubra Faubel, 1976

Sterreria rubra est une espèce de némertodermatides de la famille des Nemertodermatidae, des vers marins microscopiques.

## Répartition
Cette espèce est endémique de l'océan Atlantique Nord-Est.

## Publication originale
- (de) Anno Faubel, « Interstitielle Acoela (Turbellaria) aus dem Littoral der nordfriesischen Inseln Sylt und Amrum (Nordsee) », Mitteilungen aus dem Hamburgischen Zoologischen Museum und Institut, 1976, vol. 73, p. 17-56.